# Lisa Weeda

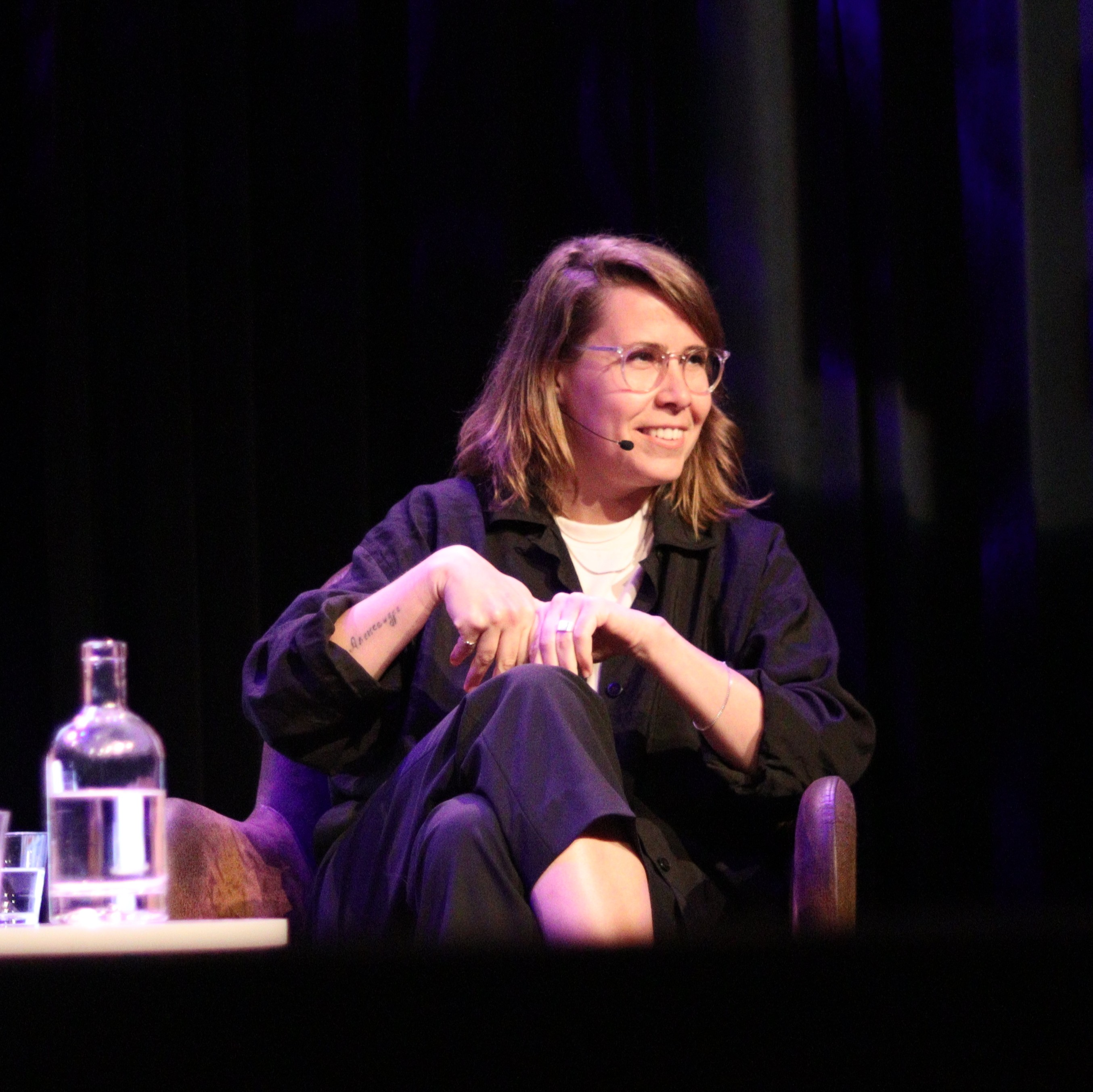
Lisa Weeda (2023)

Lisa Weeda (* 25. Januar 1989 in Rotterdam) ist eine niederländische Bestsellerautorin, Drehbuchautorin und Virtual-Reality-Regisseurin. Ihr Roman Aleksandra wurde mehrfach ausgezeichnet und in zahlreiche Sprachen übersetzt.

## Werk
Lisa Weeda hat ukrainische Wurzeln. Ihr Debütroman Aleksandra hat autobiographische Züge und handelt auch von ihrer Großmutter, die in Luhansk geboren wurde. Er stand 15 Wochen auf Platz 1 der niederländischen Bestsellerliste und wurde in deutscher Übersetzung am ersten Jahrestag des russischen Überfalls auf die Ukraine veröffentlicht.

## Auszeichnungen und Nominierungen
- Libris-Literaturpreis 2022 (Shortlist)
- De Bronzen Uil 2022

## Werke
- Dans, dans, revolutie (Roman). De Bezige Bij, 2024.
  - dt. Tanz, tanz, Revolution (übersetzt von Birgit Erdmann). Kanon Verlag, Berlin 2024. ISBN 978-3-98568-108-2.
- Aleksandra (Roman). De Bezige Bij, 2021.
  - dt. Aleksandra (übersetzt von Birgit Erdmann). Kanon Verlag, Berlin 2023. ISBN 978-3-98568-058-0.
- De benen van Petrovski (Novelle). Literair Productiehuis Wintertuin, 2016.